# ترقود النخاريب
تُرْقُود النخاريب حشرة قانصة من جنس ترقود وفصيلة الزوحنيات. خنافسها تعيش على رحيق الأزهار البرية. يرقاتها تفترس أساريع الحشرات الحاشبة ودُبى النسوح والمغشيل والنحل البري. جسمها متوسط القد كثيف الهلب يطول من 12 إلى 15 مم. ثوبها أزرق الرأس والكوسل والبطن والجرامز، أخمر الظهران المجذع بالأزرق. رأسها معتدل الجرم مستطيل التآشير. زباناها صولحانيان. عيناها صغيرتان بارزتان. ظهرانها مستعرض الطرف اللاحف عادم التحزيز الغمدي. أرساغها خماسية العقل. لها جيلٌ واحد في الحول. تظهر الحشرة الجملانة في أواسط نيسان وتعيش حتى أواخر تموز. تسرح في النهار. تمتح المكن تحت لحاء الأشجار أو تحت الجثالة.
اليرقة عند بلوغها الكمال الجمسوري تطول من 20 إلى 22 مم. جسمها مردني الشكل، سداسي الرواجب ضليع التآشير اسمر اللون كثيف الهلب أسود الرأس. طور الإكعال الذي يستمر نحو 30 يوماً ينقضي في الجثالة أو تحت اللحاء. 

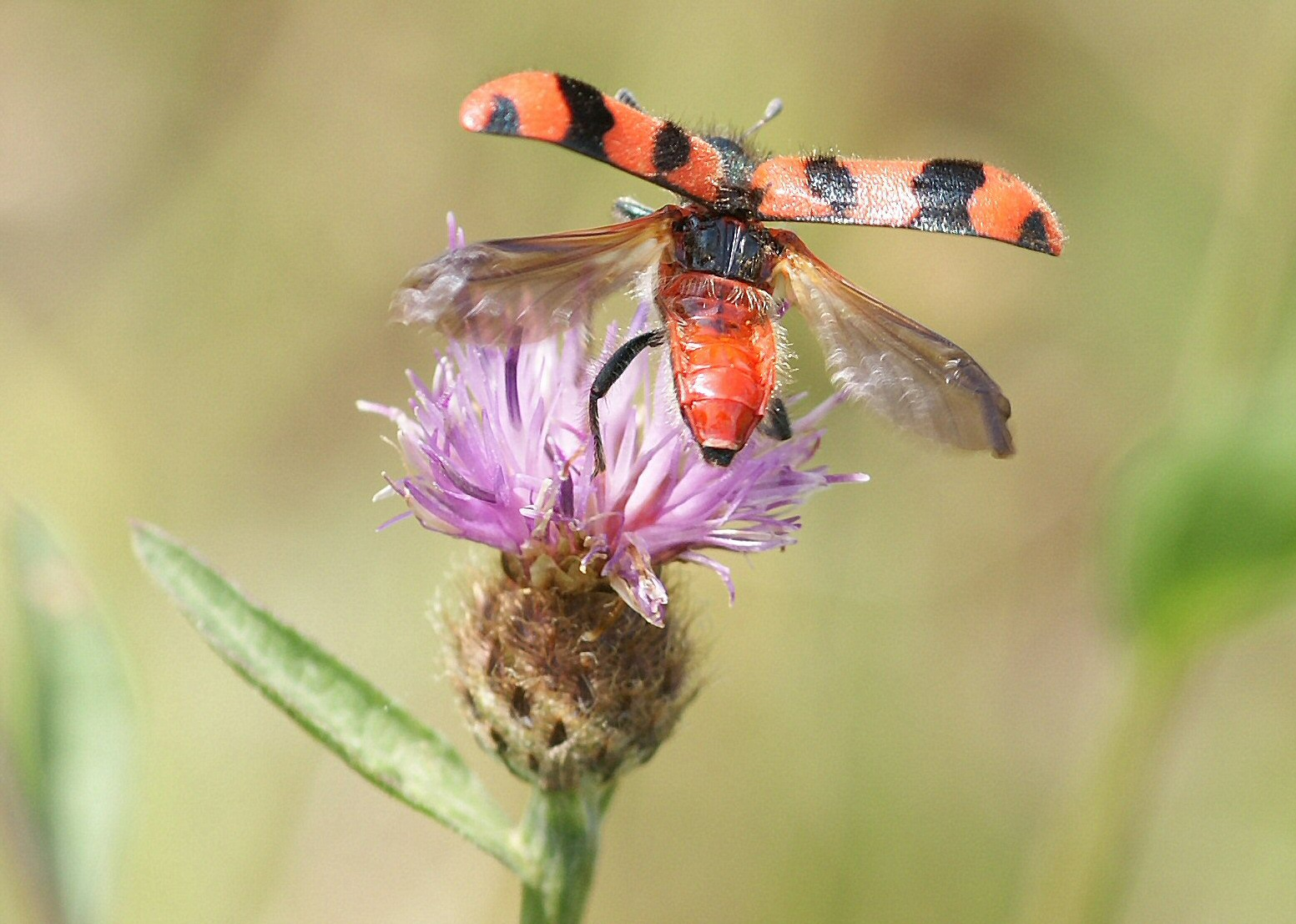
ترقود المخاريب ترشف الرحيق من زهرة، وتظهر لونها التحذيري الساطع